# De Hoop Terneuzen
De Hoop Terneuzen is een concern in de beton- en bouwsector met meer dan 40 dochterondernemingen die gevestigd zijn in België en Nederland. Het werd opgericht door Govert Frederik Pieter van der Peijl en zijn echtgenote Cornelia van der Have in 1911. Door de diversifiëring en overnames kende het bedrijf een eeuw van groei en uitbreiding.

## Beton
Het bedrijf telt 1.200 werknemers waarvan het hoofdkantoor gevestigd is in het Nederlandse Terneuzen. Als leverancier en producent levert het bouwgrondstoffen en eindproducten in de bouwsector, zowel voor de individuele klant als in de openbare sector. In de laatste sector is het bedrijf bekend geworden door de diaboolglooiing, gebruikt voor oeververdediging.
Het concern is opgedeeld in vijf afdelingen: bouwgrondstoffen, betonmortel, betonwaren, bouwmaterialen en doe-het-zelfzaken.